# 藤田勇 (新聞記者)
藤田 勇（ふじた いさむ、1887年 - 1955年）は日本の新聞記者、実業家、阿片ブローカー、フィクサー。『東京毎日新聞』や『報知新聞』の記者を経て1919年に東京毎日新聞社社長となり、「厳正非中立」を掲げて組合運動や社会主義者、アナキストを支援。1923年にはヨッフェ訪日を実現させた。他方で貴族院の「研究会」の黒幕となり、日中戦争期には上海への麻薬の密輸に携わった。

## 経歴

### 前歴
1887（明治20）年、福岡県行橋市の生まれ。
中学卒業後、大陸へ密航し、馬賊になろうとした。
日本に帰国後、新聞『日本』の記者となり、東京毎日新聞や報知新聞の記者を経る。

### 東京毎日新聞社長
1919（大正8）年から東京毎日新聞社社長。就任当時、「いさぎよく、正義と弱者と善に味方する」という意味の「厳正非中立」という標語を新聞の一面に掲げ、また銀座の社屋の屋上から垂れ幕を下げていた。記事では政府権力への批判記事を書き、労働者・農民・庶民大衆の声を取り上げ、組合運動を支援していたため、加藤勘十、鈴木茂三郎、吉田一ら多くの社会主義者やアナキストが同紙を支援した。

### 貴族院の黒幕
貴族院議員の旧小倉藩主・小笠原長幹とは旧臣関係にあり、この関係から貴族院の「研究会」の黒幕的存在となった。藤田は京都の貧しい公卿を集めて年2回宴会を開き、土産として金一封20円を渡すなどして買収工作をし、研究会の互選議員の選挙地盤を固めた。陸軍大臣・山梨半造が軍馬奨励のため提出した「競馬法案」に貴族院が反対した際、山梨は藤田と会って資金20万円を渡して貴族院での多数派工作を依頼し、結果貴族院は絶対多数で競馬法案を可決したとされる。

### ヨッフェ訪日
1923（大正12）年には、吉田一からシベリア鉄道で北京に向かうソ連の外交官・ヨッフェと親交を結んだとの話を聞いて、当時東京市長だった後藤新平に日ソ国交回復促進運動のためヨッフェを日本に招請する話を持ちかけ、後藤から工作資金10万円を受け取って、吉田を北京に派遣し、同年2月1日にヨッフェ訪日を実現させた。

### 阿片ブローカー

#### 「大魔王」誕生
1923年春、帰国するヨッフェに同行し、モスクワを訪問。出発前に高田商会の副社長・池田勝次と高田亀吉から、インドで仕入れて中国・上海で密売しようとしていた麻薬を上海の青幇に狙われて中国で荷揚げできずにいたところ、ウラジオストクでソ連に船ごと押収されたので返してもらってほしいと依頼される。モスクワからの帰途、ウラジオに立ち寄り、大日本水産会の竹村浩吉を通訳にしてウラジオの政府要人と交渉し、高田商会の船を50万円で払い下げてもらい、麻薬を日本海上で別船に移して上海に入港、売り捌いて800万円の利益を挙げた。藤田は高田商会から謝礼として150万円の手形を受け取り、うち40万円を現金化、残額は同商会が倒産したため不渡りとなった。この件で藤田は青幇から「大魔王」と畏れられるようになったという。

#### 満州事変
1931年に関東軍が謀略による満州での開戦を計画したとき、首謀者の板垣征四郎大佐と石原莞爾中佐は謀略費5万円の調達に苦慮、それを知った支那課長・重藤千秋大佐は、いとこだった藤田に出資を依頼し、藤田はこれに応じた。その後、橋本欣五郎から十月事件のクーデター計画を打ち明けられ、資金20万円を提供した。
満州事変の後、藤田は関東軍から謝礼として100万円を受け取り、その金で目黒に1万坪近い土地を買い、邸宅を新築した。軍人、政治家、財界人、文化人、或いは右翼・左翼の運動家と幅広く交流し、藤田の家には石原広一郎、清水行之助、宮崎竜介、柳原白蓮、俳優の浅岡信夫、狩野敏らが集まっていた。

#### 盧溝橋事件
1937年7月に盧溝橋事件が起き、日中が全面戦争に入った頃、麻薬の密輸で軍の資金不足を補おうと考えた同郷の杉山元陸軍大臣から、麻薬20万ポンドの上海への密輸を依頼された。藤田は軍人を信用しておらず、注文内容と報酬200万円を渡す旨を記した契約書を作成させて杉山の署名・捺印を取り付けた。20万ポンドの麻薬が三井物産を通じて上海に陸揚げされ、軍の倉庫に納められた後で、藤田が予期していたように、軍内部で藤田への報酬の支払に反対する意見が出たため、弁護士・海野晋吉を代理人として日本陸軍を取り込み詐欺で訴え、仮処分で上海の麻薬倉庫を封鎖、杉山の注文書を証拠として法廷に提出し軍を追及し始めたため、杉山が藤田に謝罪し、20万円に減じられた謝礼を受け取って決着した。
藤田は密輸した麻薬の一部を上海の青幇に流し、また青幇からの依頼で上海で排日映画を作成して日本の憲兵隊に拘束された王主景の釈放に助力して、青幇の首領・黄金栄との信頼関係を築いた。

### 戦争末期
1943年頃、友人だった青木敬昌から東條英機に命を狙われるから東京を離れるよう警告を受け、京都市南禅寺平（草？）川町の邸宅に移住。その後、1944年頃に東條内閣の倒閣運動（東條殺害）を計画したとされる。
1945年4月末、福岡県の行橋市に疎開中に、陸軍省軍務局長・吉積正雄中将により大本営陸軍部に将官待遇で徴用され、ソ連を介したアメリカとの和平交渉を依頼される。藤田は満州と朝鮮の放棄を交渉条件とすることを提示し、同年8月に陸軍省の同意を得て旅費100万円を受け取り、同月9日にウラジオストクへ向かうことになったが、同月8日にソ連が参戦したため交渉は中止された。

### 戦後
終戦直後、旧日本無産党の加藤勘十、鈴木茂三郎らによる日本社会党結成前の会合に加わり、資金援助を行なおうとしたが、旧社会民衆党系の水谷長三郎らが戦争協力者だとして藤田の新党入党に反対、日本社会党から排除され、松岡駒吉、平野、稲垣守克らと世界恒久平和研究所を創設した。

## 著書
- 「最近における密貿易の動向」『警察学論集』第7巻第8号、警察大学校、1954年8月、43-54頁。
- 藤田, 勇『人の信念』東洋堂、1941年。NDLJP:1107124。
- 藤田, 勇『強力内閣製造法』大中社、1940b。NDLJP:1137387。
- 藤田, 勇『一野人の信念』東洋堂、1940a。NDLJP:1044653。
- 藤田, 勇『目的第一主義‐手続き亡国』大中社、1939年。NDLJP:1093174。

## 関連文献
- 小正路, 淑泰「堺利彦農民労働学校の周辺(その2)「ツバメ館」‐常設校舎建設運動」『初期社会主義研究』第17号、2004年、175-202頁。

- 戸川, 猪佐武『昭和の宰相 第1巻 犬養毅と青年将校』講談社、1982年。ISBN 4061427717。
- 初瀬, 龍平『伝統的右翼 内田良平の研究』1号、九州大学出版会〈北九州大学法政叢書〉、1980年。全国書誌番号:80044092。
- 奥平, 康弘ほか編・解題『昭和思想統制史資料』 第18巻 下 (右翼運動篇2)、生活社、1980年9月。全国書誌番号:81010221。
- 井本, 清美、山内, 公二 著「激浪中の豊前人・藤田勇の生涯」、井本清美・山内公二 編『合本 美夜古文化』美夜古文化懇話会、1975年（原著1965年4月）。
- 林, 逸郎『闘魂‐東京裁判と橋本欣五郎』考現社、1956年。NDLJP:3453289。
- 中山, 忠直 著、中山忠直 編『時代の先覚者藤田勇を語る』嵐山荘、1941年。NDLJP:1137652。
- 中原, 明 著、中原明 編『対ソ民間外交』白林荘、1941年。NDLJP:1137948。
- 鳩舟, 暖枝「政局に動く陰の男‐秋山定輔と藤田勇」『実業の日本』第41巻第8号、1938年4月、92-95頁、NDLJP:3552441。
- 高田, 末吉『政界財界躍進日本を操る人々』丸之内出版社、1934年。NDLJP:1108942。